# Atlapechco
Atlapechco är en ort i Mexiko.   Den ligger i kommunen Contla de Juan Cuamatzi och delstaten Tlaxcala, i den sydöstra delen av landet, 100 km öster om huvudstaden Mexico City. Atlapechco ligger 2 391 meter över havet och antalet invånare är 186.
Terrängen runt Atlapechco är varierad. Runt Atlapechco är det ganska tätbefolkat, med 230 invånare per kvadratkilometer. Närmaste större samhälle är Tlaxcala de Xicohtencatl, 5,6 km väster om Atlapechco. I omgivningarna runt Atlapechco växer i huvudsak blandskog.